# Kubai patkányvakond
A kubai patkányvakond, vagy helyi nevén almiquí (Solenodon cubanus) az emlősök (Mammalia) osztályának Eulipotyphla rendjébe, ezen belül a patkányvakondfélék (Solenodontidae) családjába tartozó faj.

## Előfordulása
Kuba egyik endemikus emlőse a kubai patkányvakond. A szigetország keleti felén találták meg példányait.
1861-től, azaz amióta Wilhelm Peters természettudós leírta és megnevezte ezt az állatot, csak 37 példányt sikerült elkapni. Annyira ritkán kerül emberi szem elé, hogy 1970-ben kihaltnak nyilvánították, hiszen 1890-től egyet sem észleltek. Aztán 1974-1975 között sikerült hármat befogni. 1999-ben is láttak egyet a kutatók, aztán 2003-ban sikerült befogni talán e faj leghíresebb példányát, Alejandritót. Alejandrito a 37. valaha befogott kubai patkányvakond volt; az alkalmat kihasználva a tudósok két napon keresztül tanulmányozták és alaposan lemérték. Ez a példány, amint neve is utal rá hímnemű volt és 680 grammot nyomott. Jó egészséggel bírt és két nap után visszaeresztették a vadonba.

## Megjelenése
Körülbelül 41–56 centiméter hosszú és 680 gramm testtömegű. Megjelenésben inkább a tanrekfélékre (Tenrecidae) hasonlít, azonban nem rokon velük; minden hasonlóság csak a konvergens evolúciónak az eredménye. Ez az állat - persze e nembéli társaitól eltekintve - a cickányfélékkel (Soricidae) és a vakondfélékkel (Talpidae) áll közelebbi rokonságban. A szemei kicsik. Bundája a sötétbarnától a feketéig változik. A pofája hosszúkás orrban végződik, a fülei fejéhez képest elég nagyok, a hosszú farka csupasz és pikkelyezett. A nyála mérgező.

## Életmódja
Éjszaka tevékeny. Az erdő avarjában és az aljnövényzetben keresi táplálékát. Főleg ragadozó életmódot folytat, rovarokkal, és gerinctelenekkel, de békákkal, gyíkokkal, valamint kisebb rágcsálókkal és madarakkal is táplálkozva. Ha kevés a zsákmány, akkor gombákat, gyökereket, rügyeket és bogyóterméseket is fogyaszthat.

## Szaporodása
Mivel igen ritkán lehet látni, a szaporodási szokásairól alig tudunk. Amit tudunk az hogy a magányos állatok csak párzáskor ülnek együtt; mindkét nemű állat több más példánnyal is párosodhat. Egy alomban pedig 1-3 kölyök lehet. Az anyaállat évente egy almot hoz.

## Érdekességek
- A kubai patkányvakond azon kevés emlős egyike, amelyik mérgező.
- A kubai patkányvakondról 2003-ig azt hitték, hogy kihalt, aztán közben kiderült, hogy mégsem halt ki.[forrás?]

## Természetvédelmi állapota
A fakitermelés fenyegeti a kubai patkányvakondot. A Természetvédelmi Világszövetség (IUCN) vörös listáján a veszélyeztetett kategóriában tartozik. Jelenleg a szigetre betelepített jávai mongúz (Herpestes javanicus), valamint az emberek kutyái és macskái veszélyeztetik a fennmaradását.

## Képek

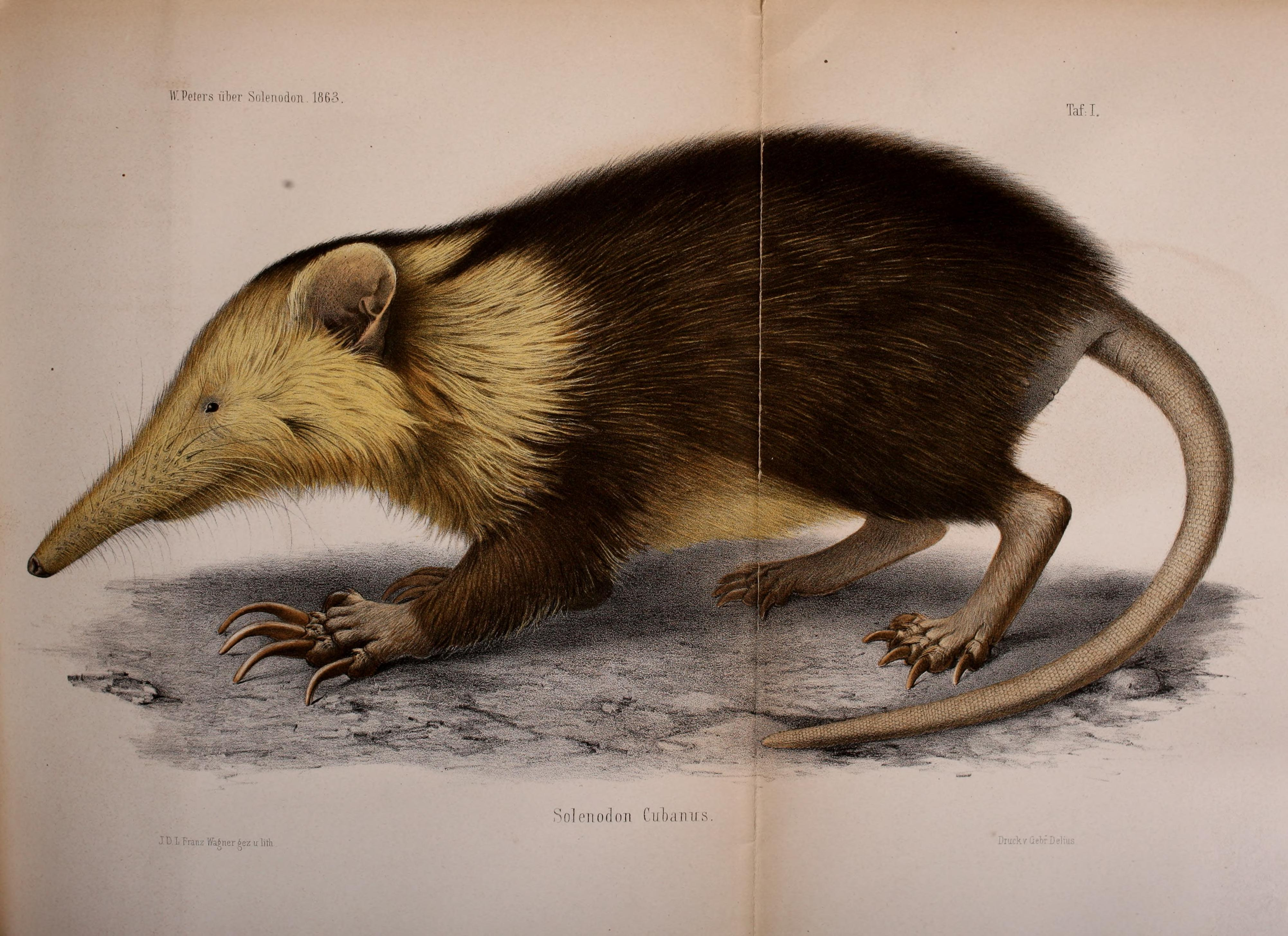
Rajzok
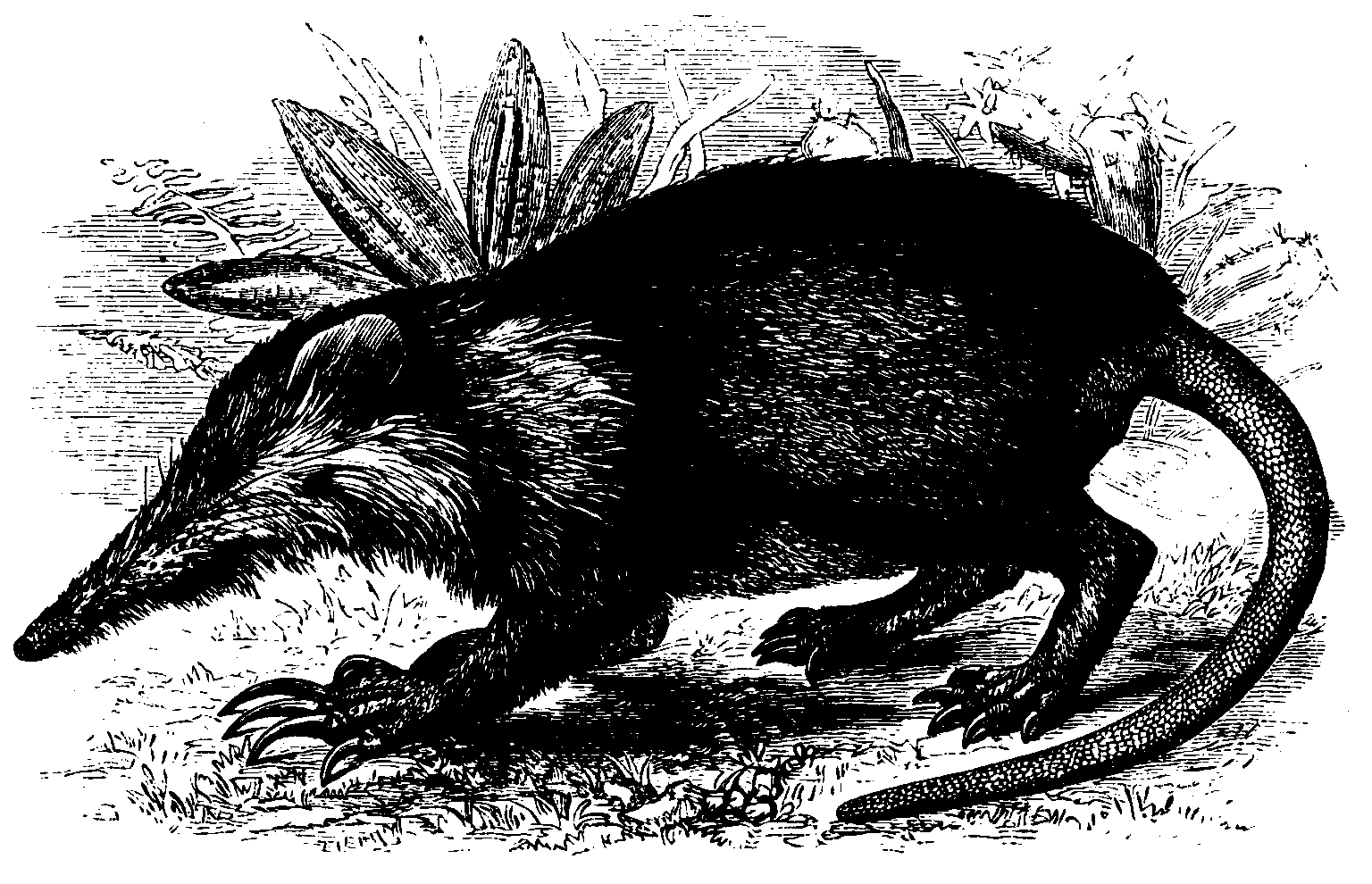
az állatról
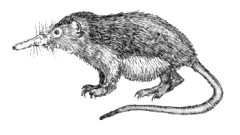
és annak
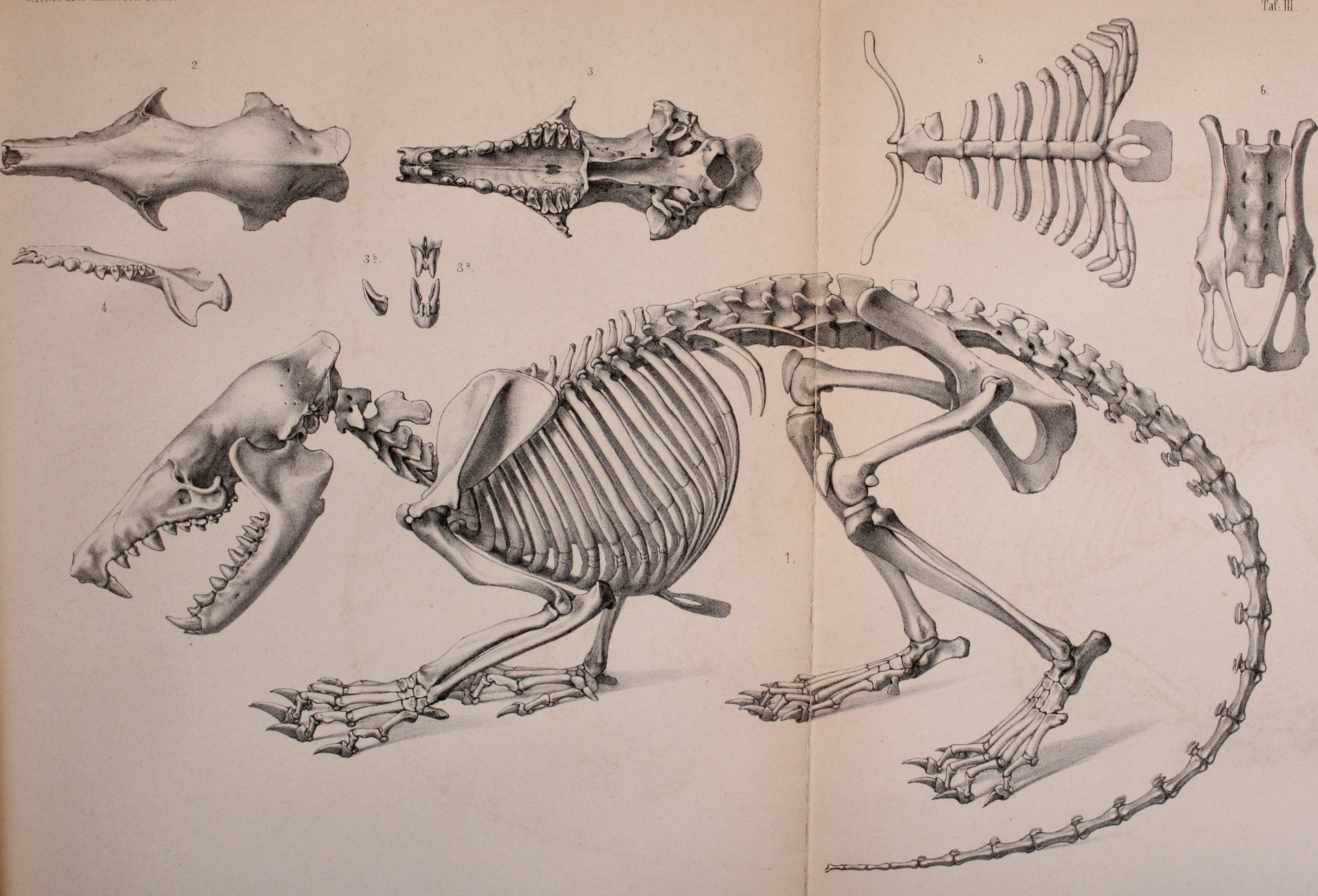
csontjairól

### Fordítás
- Ez a szócikk részben vagy egészben  a   Cuban solenodon című angol Wikipédia-szócikk ezen változatának fordításán alapul.  Az eredeti cikk szerkesztőit annak laptörténete sorolja fel. Ez a jelzés csupán a megfogalmazás eredetét és a szerzői jogokat jelzi, nem szolgál a cikkben szereplő információk forrásmegjelöléseként.